# نوکی
نوکی یا نیوکی نوعی غذای خمیری نسبتاً حجیم است که می‌تواند از موادی مانند آرد سمولینا، آرد معمولی گندم، تخم مرغ، پنیر، سیب زمینی، پودر نان یا مواد مشابه تهیه شود.
مانند بسیاری از غذاهای ایتالیایی تنوع قابل ملاحظه‌ای در دستور پخت آن با توجه به منطقه‌ای که پخته می‌شود وجود دارد.